# Chikkanallaguttahalli, Bangarapet
Chikkanallaguttahalli là một làng thuộc tehsil Bangarapet, huyện Kolar, bang Karnataka, Ấn Độ.